# 9/11 truth movement

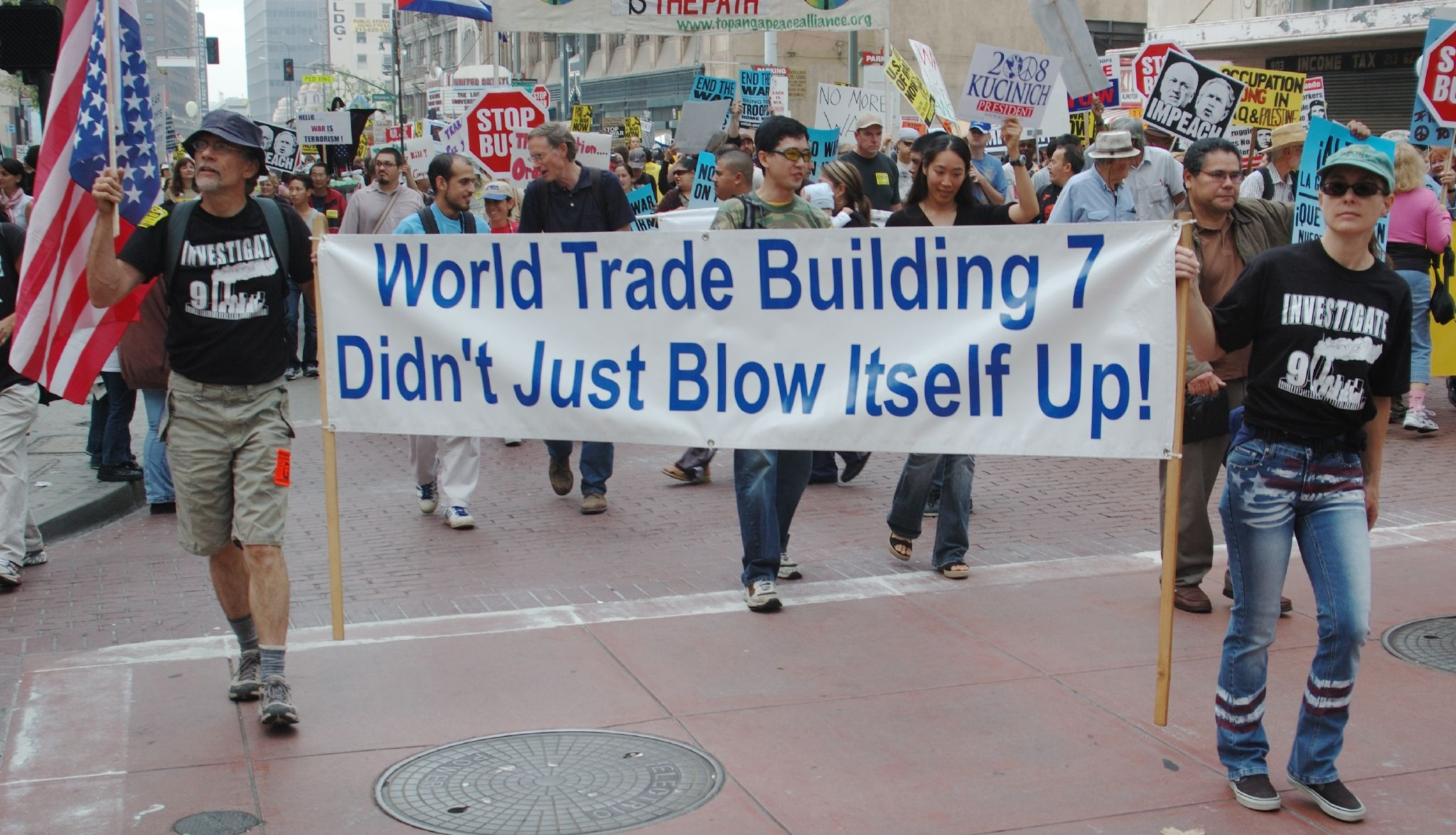
Sostenitori del 9/11 Truth movement ad una dimostrazione contro la guerra a Los Angeles, Ottobre 2007

Il 9/11 truth movement è un movimento che supporta la teoria del complotto contrastante il consenso generale sugli avvenimenti degli attentati dell'11 settembre 2001, in cui un gruppo di terroristi appartenenti ad Al Qaida ha dirottato 4 aerei di linea che furono poi fatti schiantare sul Pentagono e le Torri Gemelle del World Trade Center, causando il crollo di quest'ultime. Particolare attenzione è riposta dagli aderenti al movimento nella mancanza di informazioni presentate nel report ufficiale redatto dal National Institute of Standards and Technology, soprattutto riguardo al crollo del Seven World Trade Center. Sostengono infatti siano avvenuti degli insabbiamenti, o quanto meno, che vi sia stata complicità da parte di alcuni insider.
Il movimento si occupa di analizzare le prove degli attacchi,discutere diverse teorie alternative sullo svolgimento degli stessi e richiede inoltre che vengano condotte nuove investigazioni sul caso. Una parte delle organizzazioni sostiene esserci prove che vedono il governo degli Stati Uniti come responsabile o complice degli attacchi. Alcune argomentazioni a favore di questa tesi includono l'uso degli attacchi come pretesto per le guerre in Iraq e Afghanistan, o come strumento per limitare le libertà civili dei cittadini americani. Il movimento non riscontra alcun considerevole supporto da professionisti impegnati in settori pertinenti, come l'ingegneria civile o l'ingegneria aerospaziale.

## Caratteristiche

### Nome

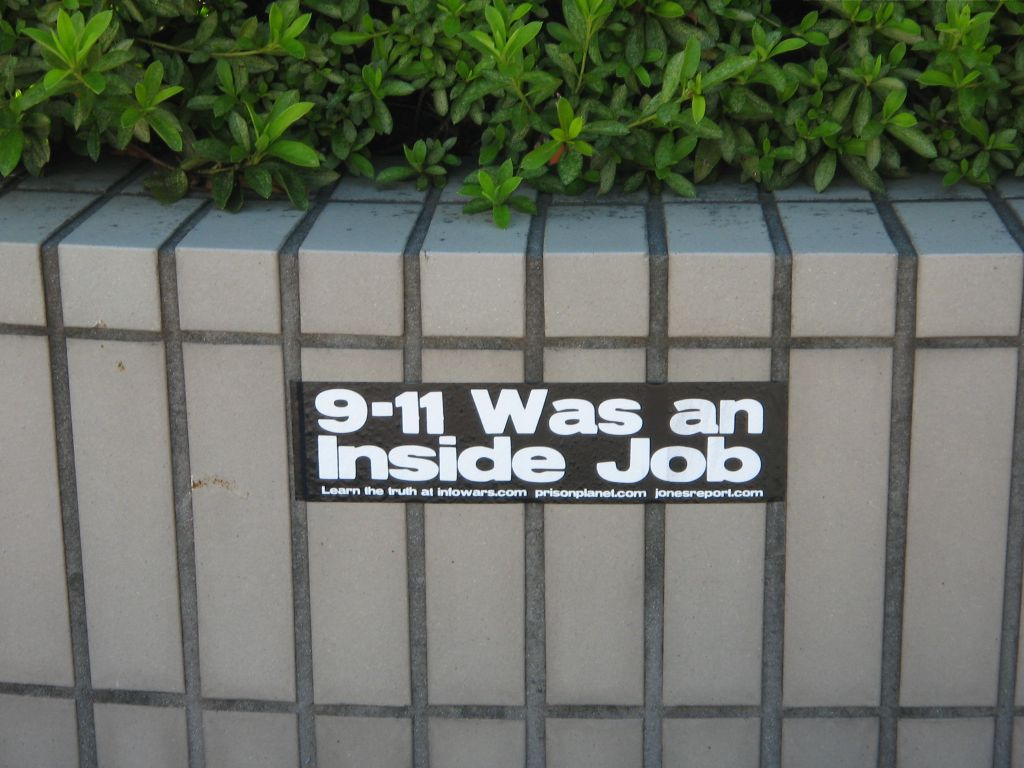
Sticker che promuove la teoria del complotto sull'attentato al World Trade Center dell'11 settembre 2001.

Con il nome "9/11 truth movement" si è soliti riferirsi ad organizzazioni vagamente affiliate  o anche soltanto individui che 
si domandano se il governo degli Stati Uniti, agenzie governative o singoli facenti parte di quest'ultime siano responsabili o complici degli attentati dell'11 settembre 2001. Il termine viene anche usato dagli aderenti al movimento, che solitamente si fanno chiamare "9/11 skeptics", "truth activists" o "9/11 truthers", e rigettano l'appellativo di "complottisti".

### Aderenti
Il movimento conta di aderenti provenienti da diversi contesti sociali e fedi politiche, tra cui liberali, conservatori e libertari.
Lev Grossman, del magazine Time, ha affermato che il supporto per il movimento non è "fenomeno di nicchia", bensì "una realtà politica di tendenza". Altri, come Ben Smith del Politico e Star Tribune, hanno affermato che il movimento è stato "relegato a una posizione marginale". Lo staff editoriale del Washington Post è arrivato a descrivere il movimento come "frangia estremista". Mark Fenster, docente di legge all'Università della Florida e autore del libro Conspiracy Theories: Secrecy and Power in American Culture, afferma che "il livello organizzativo" di questo movimento è di gran lunga superiore rispetto a quello del movimento che sostiene tesi cospirazioniste rispetto al caso dell'Assassinio di John Fitzgerald Kennedy, ma ciò è probabilmente dovuto all'utilizzo dei media digitali.
Il movimento è attivo sia negli Stati Uniti che in altre nazioni.
Nel 2004, John Buchanan si è candidato per la presidenza degli Stati Uniti avendo come piattaforma politica il movimento. Jeff Boss si è candidato alle elezioni del 2008, 2012, 2016, e 2020 appogiandosi a piattaforme che promuovevano il movimento.
In un articolo del 2011 uscito sullo Skeptical Inquirer, Jamie Bartlett e Carl Miller hanno dato una panoramica generale e analizzato i membri del movimento. Gli autori hanno scoperto che le persone associate a questo movimento, in apparenza provenienti dai più disparati contesti sociali, possono essere suddivise in 3 gruppi. Entrano a far parte del movimento per motivi differenti, si riuniscono liberamente per ricoprire diversi ruoli, sono unite da una condivisa disillusione verso gli esperti e le istituzioni e hanno atteggiamenti cospirazionisti. Trovano gratificazione e soddisfacimento grazie al loro coinvolgimento all'interno dell'organizzazione. Insieme contribuiscono alla persistenza, alla resilienza e alle esagerate pretese di accettazione del movimento nel grande pubblico.